# Novozámecký a Břehyňský rybník

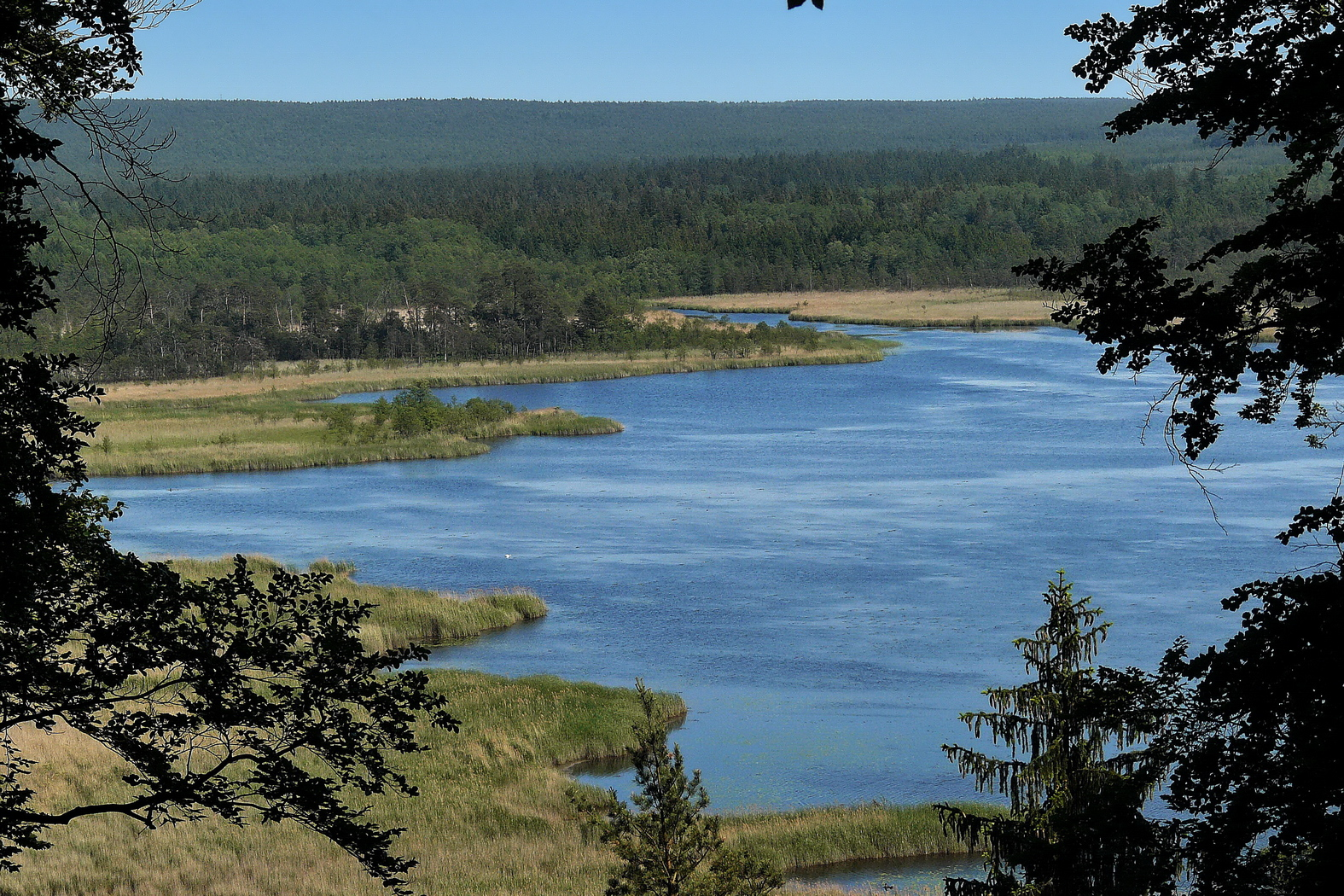
Břehyňský rybník

Novozámecký a Břehyňský rybník je mezinárodně významná lokalita, zaregistrovaná dle Ramsarské úmluvy v roce 1990 jako třetí v tehdejší České a Slovenské Federativní republice na ploše 923 ha. Lokalita je v jihovýchodní  části okresu Česká Lípa a je tvořena dvěma národními přírodními rezervacemi při oběma jmenovaných rybnících.

## Bližší určení
V jihovýchodní části Českolipska jsou rozsáhlé oblasti chráněných území. Zasahuje sem jak CHKO Kokořínsko, tak NPR Novozámecký rybník, tak NPR Břehyně – Pecopala a celá řada menších přírodních rezervací a přírodních památek. Protože velká část plochy těchto chráněných území nedaleko Máchova jezera jsou zároveň mokřady, byla lokalita zapsána do soupisu mokřadů Ramsarské úmluvy s českým názvem RS 3 – Novozámecký a Břehyňský rybník.  Oblast je zároveň vedena státní Agenturou ochrany přírody a krajiny České republiky (AOPK) jako Ptačí oblast Českolipsko - Dokeské pískovce a mokřady.

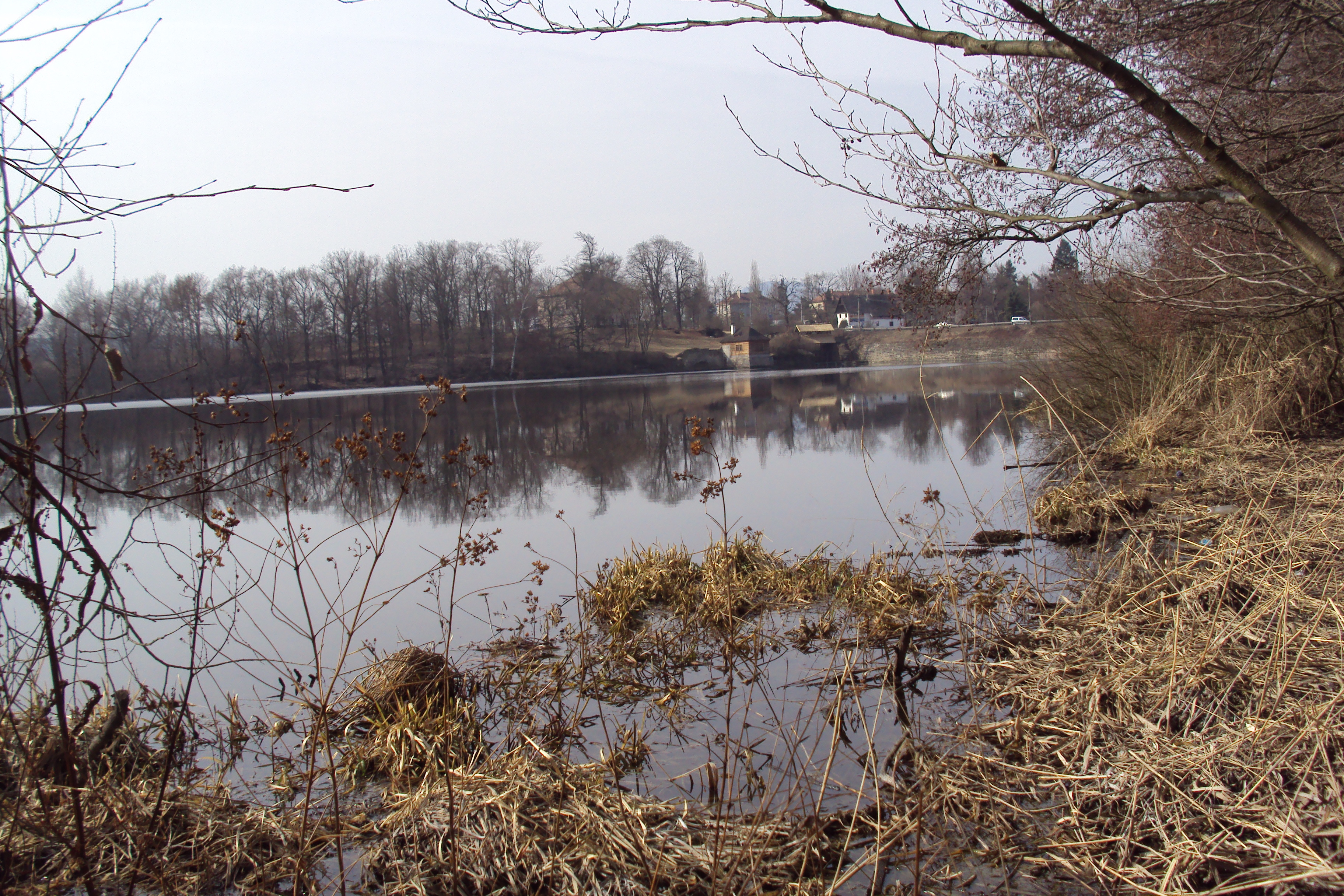
NPR Novozámecký rybník

Druhou mokřadní lokalitou zapsanou mezi Ramsarské zasahující zčásti do okresu Česká Lípa jsou Mokřady Liběchovky a Pšovky. I ta je součástí CHKO Kokořínsko. Ostatních dvanáct (stav konec roku 2012) je v jiných částech Česka.

### Související hesla
- Chráněná území v okrese Česká Lípa